# Jean-Claude Juncker

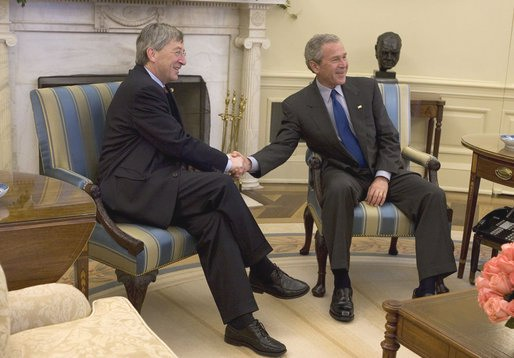
Jean-Claude Juncker ontmoet president George W. Bush van de Verenigde Staten in het Witte Huis. Washington DC, 15 april 2005.

Jean-Claude Juncker (Redange, 9 december 1954) is een Luxemburgs politicus van de Christelijk Sociale Volkspartij (CSV). Van 1 november 2014 tot 1 december 2019 was hij voorzitter van de Europese Commissie. Daarvoor was hij van 1995 tot 2013 premier van Luxemburg.

## Loopbaan

### Studie en vroege politieke carrière
Juncker studeerde rechten aan de Universiteit van Straatsburg en is advocaat.
In 1982 werd hij, nog maar net 28 jaar oud, staatssecretaris voor arbeid en sociale verzekeringen. In 1984 werd hij als lid van het Luxemburgse parlement verkozen en een jaar later werd hij minister voor Arbeid en Begroting in de regering-Santer. In 1989 werd hij minister van Financiën en van Arbeid.
In de herfst van 1989 leek het even of er aan zijn politieke carrière een einde was gekomen: hij raakte bij een verkeersongeluk ernstig gewond en lag twee weken in coma. Hij herstelde echter volledig.

### Premier van Luxemburg
In 1995 werd hij tot premier van Luxemburg benoemd.
In juni 2004 werd gespeculeerd dat Juncker een van de mogelijke voorzitters was voor de Europese Commissie, als opvolger van Romano Prodi. Uiteindelijk werd echter José Manuel Barroso benoemd. Eerder waren eveneens de Luxemburgers Gaston Thorn en Jacques Santer voorzitter van de EC geweest.
Van 1 januari 2005 tot 21 januari 2013 was hij voorzitter van de Eurogroep. Hij werd in deze functie opgevolgd door Jeroen Dijsselbloem.
Op hemelvaartsdag 2006 kreeg Juncker de Internationale Karelsprijs Aken.
Op 11 juli 2013 diende Juncker bij de Groothertog zijn ontslag in nadat het Luxemburgse parlement een eindrapport van een onderzoekcommissie had goedgekeurd, waarvan de conclusie luidde dat Juncker nalatig was geweest bij zijn controle van de Luxemburgse inlichtingendienst SREL en dat hij daarvoor de politieke verantwoordelijkheid draagt. Vervroegde parlementsverkiezingen werden gehouden op 20 oktober 2013. De CSV slaagde er onder leiding van Juncker in om de grootste partij te blijven, maar verloor bij de coalitiebesprekingen desondanks de macht. Juncker werd, na negentien jaar premierschap, opgevolgd door de liberaal Xavier Bettel, tot dan burgemeester van de stad Luxemburg.

### Voorzitter Europese Commissie
Op 7 maart 2014 maakte de Europese Volkspartij bekend dat Juncker namens die partij kandidaat zal zijn voor het voorzitterschap van de Europese Commissie na de Europese Parlementsverkiezingen van 2014. Hij won de kandidatuur van Michel Barnier met 382 tegen 245 stemmen op het congres te Dublin. Eerder al maakte ALDE bekend dat Guy Verhofstadt kandidaat is namens de liberalen. Namens de socialisten werd Martin Schulz naar voren geschoven.
Op 25 mei 2014 eiste Juncker het voorzitterschap op, omdat de EVP de verkiezingen gewonnen had. Via Twitter stelde Juncker: "Ik ga niet door de knieën voor een regeringsleider. Ik won de verkiezingen."
Op 27 juni 2014 droeg de Europese Raad hem voor om de nieuwe voorzitter van de Europese Commissie te worden. Hij werd op 15 juli 2014 verkozen door het Europees Parlement en ving zijn werkzaamheden aan op 1 november 2014. Op 30 november 2019 werd hij opgevolgd door Ursula von der Leyen.